# Univers oglindă (Star Trek)
Universul oglindă (engleză Mirror Universe) este un univers fictiv paralel în care are loc povestea din mai multe episoade de televiziune Star Trek. Este numit după episodul din seria originală „Oglindă, oglinjoară” („Mirror, Mirror”) în care a apărut pentru prima oară. 

## Prezentare generală
Personajele din universul oglindă sunt, în general, la fel ca personajele din continuitatea „normală” Star Trek (de exemplu, conține un James T. Kirk și un Spock), dar personalitatea lor, pe ansamblu, este mult mai agresivă, neîncrezătoare și oportunistă. Întrucât universul „normal” Star Trek, de obicei, descrie un viitor optimist, în care Federația Unită a Planetelor bazată pe Pământ prețuiește pacea și înțelegerea, episoade stabilite în universul oglindă prezintă o galaxie marcată de un război continuu, în care nu prea e loc de compasiune gratuită. Uniformele sunt mult  mai sugestive, de exemplu femeile poartă haine care le arată buricul. 
În secolul al XXIII-lea, în timpul seriei originale Star Trek, umanitatea a înrobit zeci de lumi extraterestre și a format Imperiul Terran în locul Federației Unite a Planetelor (așa cum există în universul principal Star Trek). Ofițerii sunt barbari la bordul navelor spațiale și disciplina este impusă prin tortură - membrii echipajelor au agonizatoare în loc de fazere și navele au fost dotate cu carcere de agonie. Ofițerii pot avansa în rang prin uciderea superiorilor pe care îi consideră incompetenți. Salutul militar este în stilul roman/nazist și este folosit de către toți membrii echipajului pentru a-și arăta loialitatea. Când a avut contacte cu persoane din universul normal, Imperiul Terran a început o serie de reforme benefice, dar a fost răsturnat în secolul al XXIV-lea, prin urmare a fost înlocuit cu o Alianță la fel de barbară a mai multor specii extraterestre care au profitat de slăbirea Imperiului Terran  și a înrobit pe oameni, foștii stăpâni.